# Svantetic
Svantetic ist eine Jazz-Komposition von Krzysztof Komeda, die erstmals 1965 eingespielt wurde. In Polen ist dieses Stück die am häufigsten interpretierte Komposition Komedas.

## Geschichte und Struktur des Songs
Komeda widmete die Komposition dem schwedischen Dichter Svante Foerster, der von seiner Musik begeistert war und ihm 1964 half, seine erste Tour durch Schweden zu organisieren. Der Song hat eine sehr einfache Form und baut auf vier Grundakkorden auf, die überwiegend in Moll gehalten sind. Der Dominantakkord hat eine verminderte Quinte. Das zusammen erzeugt nach Ansicht von Leszek Możdżer „eine mystische Atmosphäre.“ Charakteristisch für das Thema, das möglicherweise auf einem polnischen Pfadfinderlied aufbaut (Thom Jurek vermutet hier jedoch Anton Bruckner), ist ein aufsteigendes Dreitonmotiv; der Rhythmus erinnert an Chopins Trauermarsch (aus der Klaviersonate Nr. 2).
Komeda stellte diesen Song auf dem Warschauer Jazz Jamboree 1965 vor; direkt im Anschluss an das Festival nahm er die Komposition für sein Album Astigmatic auf. Es gibt auch Live-Mitschnitte von Komedas Quintett mit diesem Titel, aus dem Jazzhus Montmartre in Kopenhagen.

## Coverversionen
Coverversionen spielten unter anderem Tomasz Stańko (Litania), Zbigniew Namysłowski, Marcin Wasilewski, Jadwiga Kotnowska oder Leszek Możdżer (Komeda) ein; die meisten dieser Interpretationen beruhen auf einer Transkription des Werkes von Jan Wróblewski.